# Йоанис Воскопулос
Йоанис Воскопулос (на гръцки: Ιωάννης Βοσκόπουλος) е гръцки политик от Нова демокрация, кмет на Лерин от 1 януари 2011 до 31 август 2019 година.

## Биография
Роден е на 15 април 1957 година в леринското село Борешница (Палестра). Произхожда от местната фамилия Филипови - първи братовчед е на лидера на македонистката партия Виножито Павлос Воскопулос. Завършва основното училище в Борешница в 1969 година, след което учи в Икономическата гимназия в Лерин до трети клас и в 1972 година се прехвърля в Практическата гимназия в Флорина, която завършва в 1975 година. На следната 1976 година заминава да учи в Архитектурния факултет на Свободния университет „Габриеле д'Анунцио“, който завършва в 1981 година. След двегодишна военна служба, работи като архитект-инженер на свободна практика. От 1984 година е член на Нова демокрация. От 1990 до 1992 година е съветник в префектурата. През юли 1991 година е избран за председател на номовия административен комитет на ном Лерин, където остава до януари 1994 година. От 1994 до 1997 година е назначен за ръководител на партийната организация на Нова демокрация в ном Костур и ръководител на номовия комитет за местно самоуправление на ном Кожани. От 2007 до 2010 година е последният избран областен управител на ном Лерин. На 14 ноември 2010 година е избран за кмет на новия дем Лерин. В 2014 година отново печели общинските избори.